# Rejet-de-Beaulieu
Rejet-de-Beaulieu là một xã ở trong tỉnh Nord ở miền bắc nước Pháp. Xã này có diện tích 6,35 km², dân số năm 1999 là 237 người. Xã nằm ở khu vực có độ cao từ 134-158 mét trên mực nước biển.